# Festival Intercéltico de Avilés y Comarca
El Festival Intercéltico de Avilés y Comarca (en asturiano y oficialmente, Festival Intercélticu d'Avilés y Comarca) es un festival que se celebra durante verano en Avilés y su comarca (Asturias, España) desde el año 1997. Está dedicado a las tradiciones culturales (y sus evoluciones) de los llamados países celtas, con especial peso de la música y de la danza, aunque también recoge otras formas de arte como la pintura, la fotografía, el teatro, la escultura, la artesanía así como deportes, gastronomía, etc., organizado por la Asociación Cultural Esbardu
Web oficial: http://www.intercelticu.com/
El festival cuenta con el apoyo del Gobierno del Principado de Asturias

## Historia
La idea de hacer un festival de este tipo en Avilés surgió, en la primera participación de la Asociación Cultural Esbardu en el reconocido Festival Intercéltico de Lorient en 1993, donde quedaron asombrados por la magnitud del mismo y comenzaron a preparar la idea de hacer algo similar en Asturias.
En el verano de 1997 el proyecto Festival Intercélticu d'Avilés y Comarca obtiene una de las tres subvenciones aprobadas por el Gobierno del Principado de Asturias, la de menor cuantía, así como otra otorgada por el Ayuntamiento de Avilés. El éxito y la buena acogida de esta primera edición sirvió para que la organización decidiera continuar con el Festival, a pesar del déficit económico.
En la edición de 2006 el festival contó con 1.175 participantes directos, repartidos en 150 actos programados en los 11 días que duró el mismo, juntando a 800 músicos, bailarines y actores en un mismo defile.
Desde 2008 tiene la distinción de Fiesta de Interés Turístico Regional, lo que ha consolidado este festival dentro del panorama de la música celta.
En la actualidad el festival se ha extendido a la comarca de Avilés, con la intervención de varias instituciones y ayuntamientos

## Localización
El festival se celebra en la Comarca de Avilés, ubicada en Asturias entre el Cabo de Peñas y la desembocadura del río Nalón, se encuentra en el corazón marítimo de la región. Formada históricamente por los municipios de Avilés, Candamo, Carreño, Castrillón, Corvera, Cudillero, Gozón, Illas, Muros de Nalón, Pravia y Soto del Barco. Sus atractivos turísticos más destacados lo componen el Casco Histórico de Avilés, las playas del litoral costero y los amplios espacios naturales representativos de la geografía rural asturiana.
La mayor parte de las actividades se llevan a cabo en el concejo de Avilés y en su área metropolitana, que abarca los municipios limítrofes: en ocasiones en la ría (donde se celebró durante unos años la Bandera Festival Intercéltico de Avilés). También se han llevado a cabo algunos conciertos importantes en el Centro Niemeyer.
Pero con el tiempo el festival ha ido expandiéndose, recalando en municipios como Pravia.

## Elementos
Música, bailes, artesanía, monólogos talleres... En dos las ediciones del Festival también se llevaron a cabo actividades como liberaciones de libros (BookCrossing), etc.
Durante cinco ediciones (1999, 2001, 2002, 2007 y 2008) se organizó como parte del festival una regata de traineras, conocida como la Bandera Festival Intercéltico de Avilés.

### Carteles
Uno de los elementos visuales más cuidados es el cartel de cada festival, existiendo una interesante colección de los mismos.

### Ejemplo: edición 2008
Del 18 al 27 de julio de 2008 tuvieron lugar Las Noches Célticas, con la presencia de bandas asturianas como La Bandina de la Curuxa, Falanuncaduca y Anabel Santiago and M.Lee Woolf. La representación asturiana también contó con Galicia: Inquedanzas y B.G. Charamuscas de Bembrive.
También bandas de Bretaña tales como Merzhim, Bagad Lann Bihoué y Korriganed Panvrid, desde Escocia: Fred Morrison, The Tannahill Weavers, Culter and Distric Pipe Band y The Red Hot Chilli Pipers. Finalmente Gales participó con Dawnswyr Tawerin e Irlanda con Beoga y Classac

## Representantes (por países celtas)

### Asturias
Asociación cultural Esbardu: Es un asociación cultural de folklore asturiano. Desde su fundación en 1989, y con sede en Avilés, han dedicado innumerables esfuerzos al estudio, recuperación, y posterior divulgación del folklore tradicional de Asturias. Es el organizador del festival.
Xera, un grupo de San Andrés, en el concejo de Oviedo. Nace como consecuencia de la combinación de alta ingeniería de sonido con conceptos musicales sinfónicos basados en la música tradicional asturiana. El fundamento de su sonido se apoya en el contraste en todo momento.
De esta forma, logran un amplio abanico de estilos dentro del concepto de la electrónica (normalmente de tendencia minimalista) reflejados en cada uno de sus sonidos.
La Bandina Comenzaron su andadura en el año 1996 con la intención de recrear las tradicionales banditas de principios del siglo XX en Asturias, que tocaban piezas tradicionales dedicadas esencialmente al baile. En aquellos principios utilizaban el nombre de La Bandina les 47, haciendo referencia a las 47.000 pesetas en las que presupuestaba por entonces cualquier actuación el Ayuntamiento de Aller. Cuando en un cartel del Festival Folk de Plasencia el nombre apareció acortado simplemente a La Bandina, a los músicos les gustó y decidieron dejarlo así.
El grupo celebró en agosto de 2006 su décimo aniversario ampliando su formación y celebrando un concierto especial en Gijón.
El sonido de La Bandina es realmente original y diferenciado de las tendencias más habituales en el folk asturiano. Se caracteriza por el uso de instrumentos poco frecuentes, sobre todo la zanfona y también el saxofón, además de una original sección de percusión que incluye bombo, tambor, congas y darbukas.
El repertorio del grupo incluye piezas tradicionales, tanto asturianas como bretonas o balcánicas.
Dúo Astur, formado por Jorge Tuya y Luis Estrada, comienzan a trabajar juntos en 1988 y han publicado dos discos en los que recogen parte del amplio repertorio tradicional asturiano que interpretan en sus actuaciones.

### Galicia
Inquedanzas  una agrupación que pertenece a la Asociación Cultural «Aloia» de Pazos de Rey (Tuy, Pontevedra). Esta asociación nace en el año 1990 y promocionan actividades culturales y deportivas.
La agrupación Inquedanzas está compuesta por unos 70 miembros dirigidos por dos maestros, Luis Abalde trabajando los aspectos musicales y Alexandre F.Castro la formación del grupo de baile.
El grupo principal que estará en el Festival consta de once parejas del cuerpo de baile, siete pandereteras y el grupo de acompañamiento musical compuesto por nueve músicos.
Banda de Gaitas Ledicia: Es una banda de gaitas formada en 1982 en Sanguiñeda en el municipio de Mos en la provincia de Pontevedra, con muy buena acogida en el público gallego.

### Bretaña
Bagad Landi, banda que tiene su origen en una bagad escolar, fundada en 1959 por el hermano Dominique, profesor en el colegio Saint-Joseph. Durante los años 60, la formación concursó en los campeonatos de bagadoù en segunda categoría, hasta que en 1970 desaparece, como todas las bagads escolares.
Es en 1984, a iniciativa de antiguos componentes y coincidiendo con el centenario del colegio Saint-Joseph, cuando el grupo resurge. Apoyándose en la escuela de música tradicional se forma de nuevo la bagad formada por antiguos y nuevos componentes retomando la participación en concursos en 1989.
Lann Tivizio, grupo de baile que surge en 2001, gracias a la pasión de un grupo de personas por la cultura bretona. La agrupación trabaja para salvaguardar y promover el patrimonio cultutral de la comunidad y de las comunidades cercanas.
El grupo está afiliado a la Federación Kendalc'h (federación bretona de danza tradicional), y participó en numerosas representaciones en el concurso Emvod del departamento de Finisterre. Para esta ocasión, que tradicionalmente se celebra a principios del mes de mayo, el grupo Lann Tivizio presenta sus nuevos trabajos del año. La buena calidad del grupo de baile y su presencia escénica, le permite participar actualmente en segunda categoría. Desde 2004, el grupo actúa regularmente junto con la Bagad Landi, siendo cada vez más su relación más estrecha.
Su participación en Avilés es la primera que hacen fuera de Bretaña.

### Escocia
The Red Hot Chilli Pipers se forma en 2004 a iniciativa de Stuart Cassells, viejo amigo del Festival, y combinan sonidos tradicionales escoceses con rock. Se componen de tres gaitas, una guitarra eléctrica y dos percusionistas. Stuart Cassells, ha ganado el premio a mejor músico tradicional de Europa en 2005.
Pitlochry and Blair Atholl Pipe Band: La Banda de gaitas Pitlochry and Blair Atholl es de reciente formación (2004) y es una banda atípica ya que se sale del ámbito escocés y se dedica a investigar y trabajar con la música tradicional de los países celtas, actualmente han colaborado con la Bagad Sonerien an Oriant y ha realizado varios viajes a Bretaña a la vez que invitaban a bagads bretonas a visitar Escocia. En este sentido buscan trabajar con otros países, y es este año la primera vez que van a visitar Asturias para enseñarnos más de la música escocesa a la vez que aprenden de la asturiana.
Capercaillie es un grupo de folk fundado en los años 80 por Donald Shaw y con la voz de Karen Matheson. Popularizaron las canciones y músicas tradicionales de Escocia por todo el mundo usando técnicas de producción modernas y mezclas musicales.
Ballocheam Highland Dancers es un grupo de baile de Stirlingshire, ganadores de varios campeonatos en Escocia y el Reino Unido. Además participaron en festivales de toda Europa (Alemania, Inglaterra, San Marino, Bretaña, etc.) y en Taiwán.

### Gales
Dawnswyr Môn se crea en 1980 con sede en Anglesey, una isla de la costa norte de Gales. Algunos de los miembros fundadores todavía siguen en el cuerpo de baile, aunque todos los miembros tienen varios años de experiencia. Además tienen un gran número de niños en la escuela de baile tradicional gales.
Muchos miembros son músicos, y las danzas suelen acompañarse por arpa, violín, flauta, acordeón, whistle y chelo. Los músicos y el grupo de baile ensayan juntos una vez a la semana.
Dawnswyr Môn es un grupo muy activo y participa continuamente en muchos festivales y fiestas, pero esto no les quita tiempo para la investigación y estudio del folclore galés es por esto que su repertorio es muy amplio y va de las típicas alegres danzas de fiesta a las de cortejo pasando por las típicas danzas de zuecos.
Sus trajes están basados en grabados de finales del siglo XVIII de distintas zonas de Gales.

### Irlanda
Curran - Fegan

## Galería de imágenes

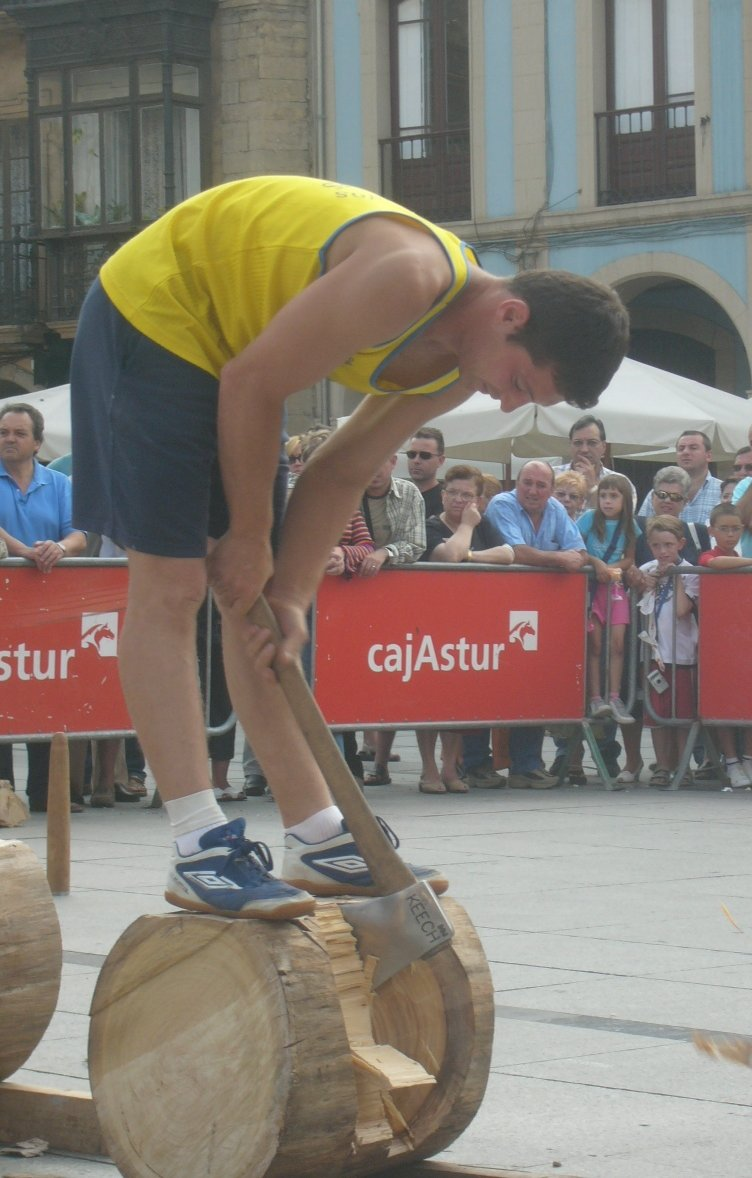
Muestra de corte con hachu (2005)
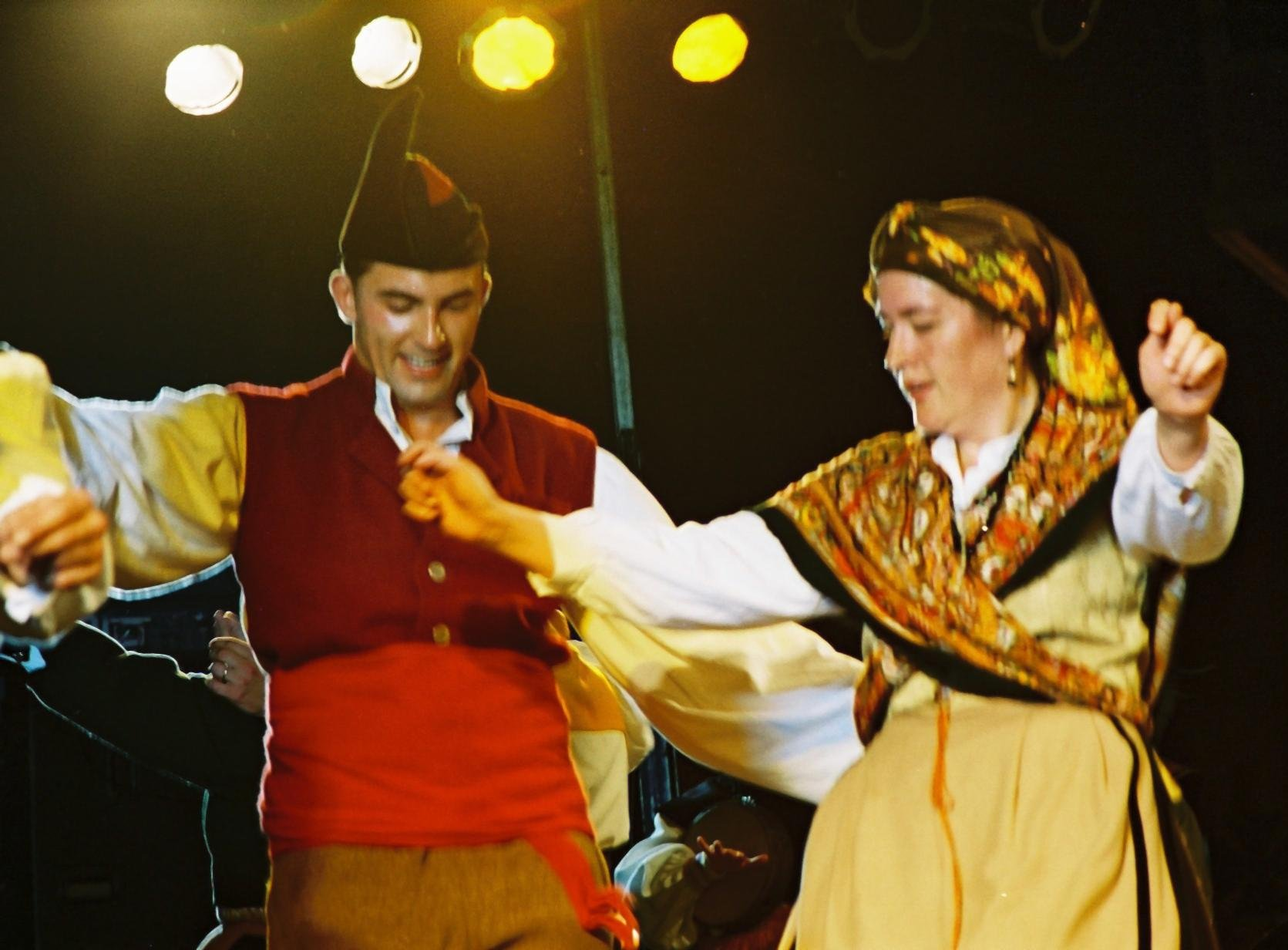
Pareja de baile tradicional asturiano (2004)
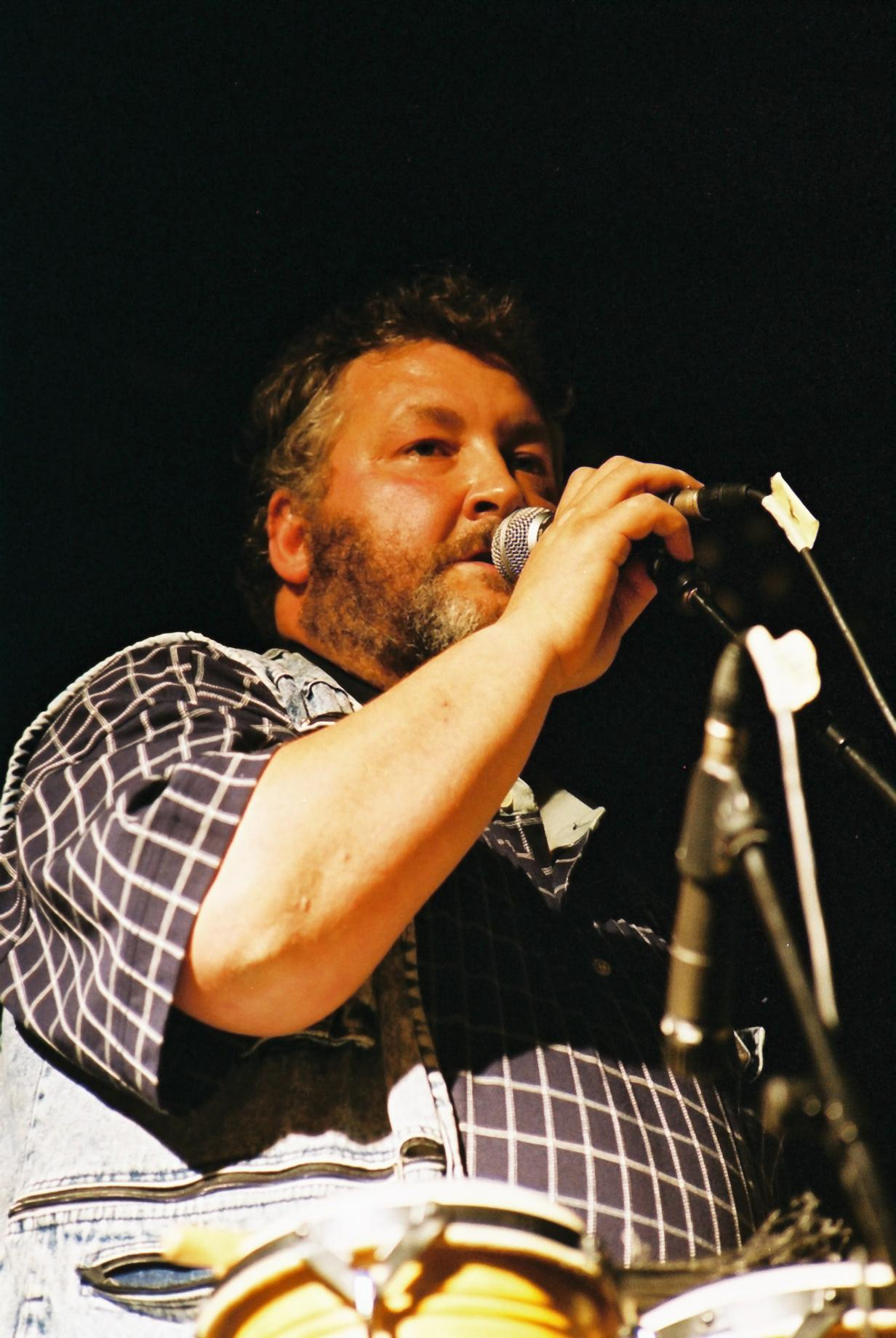
Fonsu Mielgo (Llan de Cubel) durante una actuación en el VIII Festival (2004)
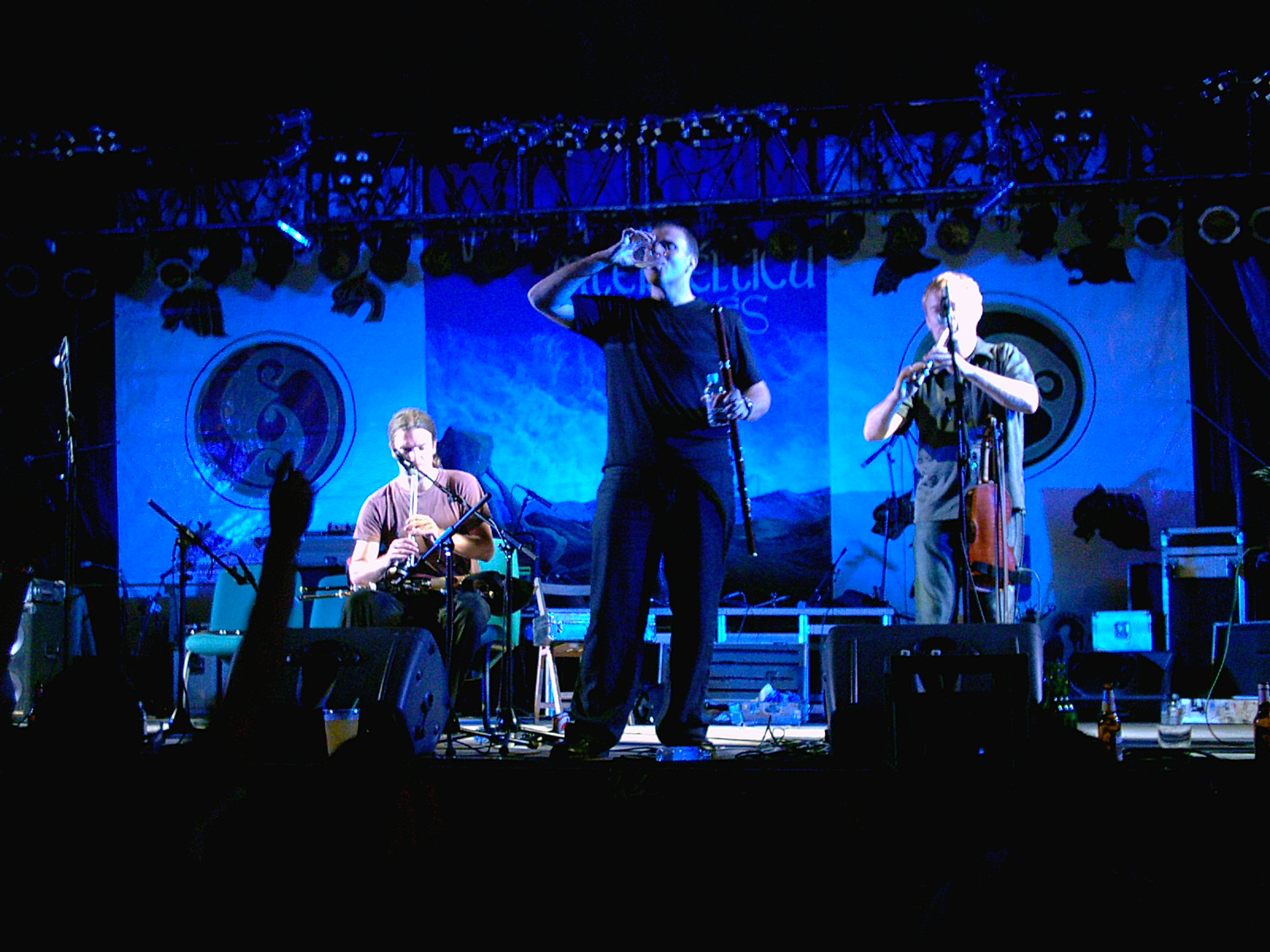
Lúnasa durante una actuación en el VIII Festival (2004)